# Luisa Miller
Luisa Miller er en opera i tre akter af Giuseppe Verdi. Den italienske libretto, der bygger på skuespillet Kabale und Liebe af Friedrich Schiller, er skrevet af Salvatore Cammarano. Uropførelsen fandt sted på Teatro San Carlo i Napoli den 8. december 1849.